# Alleen op een eiland
Alleen op een eiland - Dagboek van een eilandbewoner was een radioprogramma dat van 10 juli tot 24 juli 1971 werd uitgezonden door de omroepen VARA en de AVRO. Het werd bedacht en geproduceerd door Gé Gouwswaard.

## Inhoud
Schrijvers Godfried Bomans en Jan Wolkers brachten ieder zeven dagen door op het onbewoonde waddeneiland Rottumerplaat; Bomans van 10 juli tot 17 juli, en Wolkers van 17 juli tot 24 juli. Hun enige verbinding met de buitenwereld bestond uit een kort dagelijks radiocontact met VARA-medewerker Willem Ruis, die in de Breedenburg in Warffum verbleef.
Voor Bomans werd het verblijf op het eiland een ramp: hij kon niet tegen het lawaai van de vele meeuwen, de voortdurende wind tegen zijn tent, de eenzaamheid en had last van angstaanvallen 's nachts. Tot overmaat van ramp werd hij ook nog ziek.
Wolkers beleefde het verblijf als een avontuur en ging er vaak op uit om lange wandelingen over het eiland te maken en hield zich in leven door garnalen en paling te vangen en zeepostelein te koken. Verder redde hij een jong zeehondje.

## Publicaties
Beide schrijvers hebben over hun verblijf op Rottumerplaat boeken geschreven. De radio-opnames zijn ook uitgebracht op een serie cd's, waarop ook de gesprekken die Ruis buiten de uitzending met de schrijvers voerde te beluisteren zijn.
- Alleen op een eiland – Dagboek van een eilandbewoner – Godfried Bomans en Jan Wolkers op Rottumerplaat – 6-cd-luisterboek – Uitgeverij Rubinstein – ISBN 978-90-5444-331-5